# Constances manicure-salon
Constances manicure-salon er en amerikansk stumfilm fra 1919 af Walter Edwards.

## Medvirkende
- Constance Talmadge som Geraldine Barker
- Harrison Ford som Richard Annesly
- Stanhope Wheatcroft som Reginald Crocker
- Vera Doria som Montrose
- Rosita Marstini som Hortense